# 池田昭訓
池田 昭訓（いけだ あきくに、1791年（寛政13年） - 1842年10月30日（天保13年9月27日））は、徳島藩の仕置家老。
藩主一門の蜂須賀休光の子。8代藩主蜂須賀宗鎮の孫。母は安芸氏。子は池田昌豊。兄弟に池田長興室、醍醐輝弘室（蜂須賀至央養女）、蜂須賀休栄、蜂須賀休紹。
幼名は雄吉。初名は幸通（ゆきみち）、のちに11代藩主の蜂須賀治昭より偏諱を賜って昭訓に改名。通称は大隈。文化3年（1806年）7月24日、姉の嫁ぎ先の家老の池田長興（蜂須賀山城玄寅の子孫）の急婿養子となり家督を相続する。文化11年（1816年）9月、仕置家老。天保13年9月27日没。享年52。